# (1421) Esperanto
Pour les articles homonymes, voir Espéranto (homonymie).
(1421) Esperanto est un astéroïde moyen[Quoi ?] du système solaire, découvert par Yrjö Väisälä le 18 mars 1936 à Turku, en Finlande. Il l'a nommé en hommage à la langue internationale espéranto. Il a d'ailleurs nommé un autre astéroïde découvert en 1938 (1462) Zamenhof, du nom de l'initiateur de l'espéranto, Ludwik Lejzer Zamenhof.
L'astéroïde a une forme irrégulière, son diamètre est d'environ 42 kilomètres. Sa taille est comparable par exemple avec Phobos, satellite de Mars. Le grand axe de son orbite est 3,088 UA et l'excentricité 0,082. Cela signifie qu'il orbite entre Mars et Jupiter dans la ceinture d'astéroïdes.